# Oxydia terrosa
Oxydia terrosa är en fjärilsart som beskrevs av Paul Dognin 1900. Oxydia terrosa ingår i släktet Oxydia och familjen mätare. Inga underarter finns listade i Catalogue of Life.